# المصلى (الرضمة)

تعديل مصدري - تعديل

المصلى محلة تابعة لقرية الكتبة، التابعة لعزلة بني قيس بمديرية الرضمة إحدى مديريات محافظة إب في الجمهورية اليمنية.، بلغ تعداد سكانها 177 حسب تعداد اليمن لعام 2004.